# Ryan Toby
Ryan Toby (* 26. November 1978 in Willingboro, New Jersey) ist ein US-amerikanischer Soul-Sänger, Songwriter und Musikproduzent.

## Leben
1993, im Alter von 15 Jahren, übernahm er in Sister Act 2 – In göttlicher Mission die Rolle des Schülers „Ahmal“, sang dort Oh Happy Day solo und schrieb für das Lied Joyful, Joyful den Rap.
Seinen ersten Erfolg als Songwriter konnte Toby 1997 mit dem von Will Smith gesungenen Song Miami verbuchen. Seitdem schrieb er Lieder für Bobby Brown, Dru Hill und Usher.
2001 konnte Toby von Wyclef Jean für dessen Bandprojekt City High gewonnen werden. Das gleichnamige Debütalbum erreichte Platin und wurde für einen Grammy nominiert. 2003 trennte sich die Band wieder. 2004 heiratete Ryan Toby seine ehemalige Bandkollegin Claudette Ortiz.
2007 erschien mit Soul of a Songwriter sein erstes Soloalbum.